# Steve Francis
Steve D'Shawn Francis (21 de febrer de 1978, en Silver Spring, Maryland) és un exjugador de bàsquet de l'NBA. Mesura 1,91 metres i pesa 88 kg, la seva posició natural era la de base i duia en l'esquena el nombre 1.
Seleccionat per Vancouver Grizzlies en la 2a posició de la 1a ronda en el Draft de 1999 procedent de Maryland, va començar a jugar en els Houston Rockets, on jugà fins al 2005 quan va ser traspassat als Orlando Magic i posteriorment, en el 2006, va ser traspassat als New York Knicks. VA tonar als Houston Rockets, encara que les lesions no li han permès mantenir el nivell de joc que demostrà en la seva primera etapa a la franquícia, cosa que fa que el paper que desenvolupa a l'equip sigui molt diferent a l'anterior etapa. Els texans van transferir-lo als Memphis Grizzlies, però va ser despatxat sense debutar. L'any 2010 va disputar 4 partits amb el Beijing Jinyu Ducks de la lliga xinesa.

## Rècords a l'NBA
- 3 vegades All-Star Game (2002, 2003, 2004)
- Triat Rookie de l'Any NBA (2000)
- Triat per a l'Equip Ideal Rookies NBA (2000)